# Nils Artmann
Nils Artmann (* 23. Mai 1991 in Wuppertal) ist ein deutscher Handballspieler. Er trat für mehrere Vereine in der  2. Handball-Bundesliga an. Aktuell spielt er für Bergischen HC II.

## Karriere
Nils Artmann spielte in der Jugend gemeinsam mit seinem Zwillingsbruder Jan bei der HSG Düsseldorf, für die beide ab der Saison 2010/11 in der 2. Bundesliga aufliefen. Nach der Insolvenz der HSG im Jahr 2012 wechselte der 1,80 Meter große Rechtsaußen zum Drittligisten OSC Löwen Duisburg. Nach seinem Wechsel 2014 zum damaligen Erstligisten Bergischer HC spielte er wieder mit seinem Bruder zusammen. Bis zu dessen Insolvenz lief er für den Zweitligisten HC Rhein Vikings auf. Aktuell spielt er für die 2. Mannschaft des Bergischen HC.